# Kurban Günebakan
Kurban Günebakan (* 13. September 1978 in Arpaçay, Provinz Kars) ist ein ehemaliger türkischer Boxer im Superschwergewicht.

## Boxkarriere
Kurban Günebakan boxte für den Club İstanbul Tekelspor und wurde 11-facher Türkischer Meister. Einer seiner Trainer war Yılmaz Çağlar.
Bei Europameisterschaften schied er dreimal im Achtelfinale aus; 2000 in Tampere gegen Paolo Vidoz, 2002 in Perm gegen Alexander Powetkin und 2004 in Pula gegen David Price. 2006 in Plowdiw schied er erst im Halbfinale gegen Robert Helenius aus und gewann dadurch Bronze.
Eine weitere Bronzemedaille gewann er bei der EU-Meisterschaft 2005 in Cagliari nach einem kampflosen Ausstieg gegen Roberto Cammarelle. Zudem war er Teilnehmer der Mittelmeerspiele 2005 in Almería und der EU-Meisterschaft 2007 in Dublin.
Bei der Weltmeisterschaft 2007 in Houston unterlag er gegen Michael Hunter und startete bei den Olympia-Qualifikationen 2008 in Pescara und Athen, wo er jeweils im Achtelfinale gegen Marko Tomasović bzw. Robert Helenius unterlag.
Im Juli 2009 bestritt er einen Profikampf in Istanbul und gewann dabei über vier Runden nach Punkten.

## Sonstiges
2008 begann er eine Tätigkeit als Händler von Haushaltsprodukten der Firma Şımga.